# Liste der Kulturdenkmale in Thonhausen
In der Liste der Kulturdenkmale in Thonhausen sind vorerst einige Kulturdenkmale der ostthüringischen Gemeinde Thonhausen im Landkreis Altenburger Land und ihrer Ortsteile aufgelistet. Diese Liste basiert nicht auf der offiziellen Denkmalliste der Unteren Denkmalschutzbehörde des Landkreises. Grundlage hierfür ist gegebenenfalls vorhandene Literatur beziehungsweise vorhandene Denkmalplaketten an den einzelnen Objekten. Deswegen ist diese Liste stark unvollständig.

## Schönhaide
| Bild                                    | Bezeichnung  | Lage          | Datierung | Beschreibung | ID |
| --------------------------------------- | ------------ | ------------- | --------- | ------------ | -- |
| Direkt Bild zu diesem Denkmal hochladen | Häuslerhaus  | Schönhaide 23 |           |              |    |
| Direkt Bild zu diesem Denkmal hochladen | Straßenstein | Schönhaide    |           |              |    |

## Thonhausen
Denkmalensemble

| Bild                           | Bezeichnung | Lage                  | Datierung | Beschreibung | ID |
| ------------------------------ | ----------- | --------------------- | --------- | ------------ | -- |
| weitere Bilder Fotos hochladen | Kirche      | Dorfstraße (Karte)    |           | Trostorgel   |    |
| BW                             | Pfarrhof    | Dorfstraße 45 (Karte) |           |              |    |

Einzeldenkmale

| Bild | Bezeichnung | Lage                  | Datierung | Beschreibung                     | ID |
| ---- | ----------- | --------------------- | --------- | -------------------------------- | -- |
| BW   | Laubengang  | Dorfstraße 74 (Karte) |           | 4-bogiger Laubengang im Innenhof |    |

## Wettelswalde
| Bild                           | Bezeichnung | Lage                    | Datierung | Beschreibung                                                                   | ID |
| ------------------------------ | ----------- | ----------------------- | --------- | ------------------------------------------------------------------------------ | -- |
| weitere Bilder Fotos hochladen | Kirche      | Wettelswalde (Karte)    |           |                                                                                |    |
| BW                             | Vierseithof | Wettelswalde 11 (Karte) |           | Scheune des Hofes in veränderter Form neuaufgebaut, bemerkenswertes Taubenhaus |    |